# Алексеевка (Верхнескворченское сельское поселение)
Алексеевка — деревня в Залегощенском районе Орловской области России. Входит в состав Верхнескворченского сельского поселения.

## География
Деревня находится в центральной части Орловской области, в лесостепной зоне, в пределах центральной части Среднерусской возвышенности, на берегах реки Озёрки, вблизи места впадения в неё реки Ольховец, на расстоянии примерно 14 километров (по прямой) к юго-западу от посёлка городского типа Залегощь, административного центра района. Абсолютная высота — 180 метров над уровнем моря.
Часовой пояс
Деревня Алексеевка, как и вся Орловская область, находится в часовой зоне МСК (московское время). Смещение применяемого времени относительно UTC составляет +3:00.

## Население
| 1857 | 1859 | 2010 |
| ---- | ---- | ---- |
| 493  | ↘466 | ↘27  |

Половой состав
По данным Всероссийской переписи населения 2010 года в гендерной структуре населения мужчины составляли 48,1 %, женщины — соответственно 51,9 %.
Национальный состав
Согласно результатам переписи 2002 года, в национальной структуре населения русские составляли 100 % из 38 чел.

## Улицы
Уличная сеть деревни состоит из двух улиц.